# Cristiano VIII di Danimarca
Cristiano VIII di Danimarca (Copenaghen, 18 settembre 1786 – Copenaghen, 20 gennaio 1848) fu re di Danimarca dal 1839 al 1848 e re di Norvegia nel 1814 dopo essere stato eletto sovrano dal Parlamento norvegese.

## Biografia
Figlio maggiore di Federico, principe ereditario di Danimarca e Norvegia, e di Sofia Federica di Meclemburgo-Schwerin, nacque nel Palazzo di Christiansborg a Copenaghen.
Suo avo da parte paterna era Federico V di Danimarca. Ereditò il talento e le doti di sua madre e il suo aspetto avvenente fu celebrato in tutta Copenaghen. Ebbe uno sfortunato matrimonio con sua cugina Carlotta Federica di Meclemburgo-Schwerin, dalla quale divorziò nel 1810. Carlotta era figlia di Federico Francesco I, granduca di Meclemburgo-Schwerin, e diede a Cristiano VIII il suo unico figlio, erede al trono di Danimarca, Federico VII di Danimarca.

### Re di Norvegia

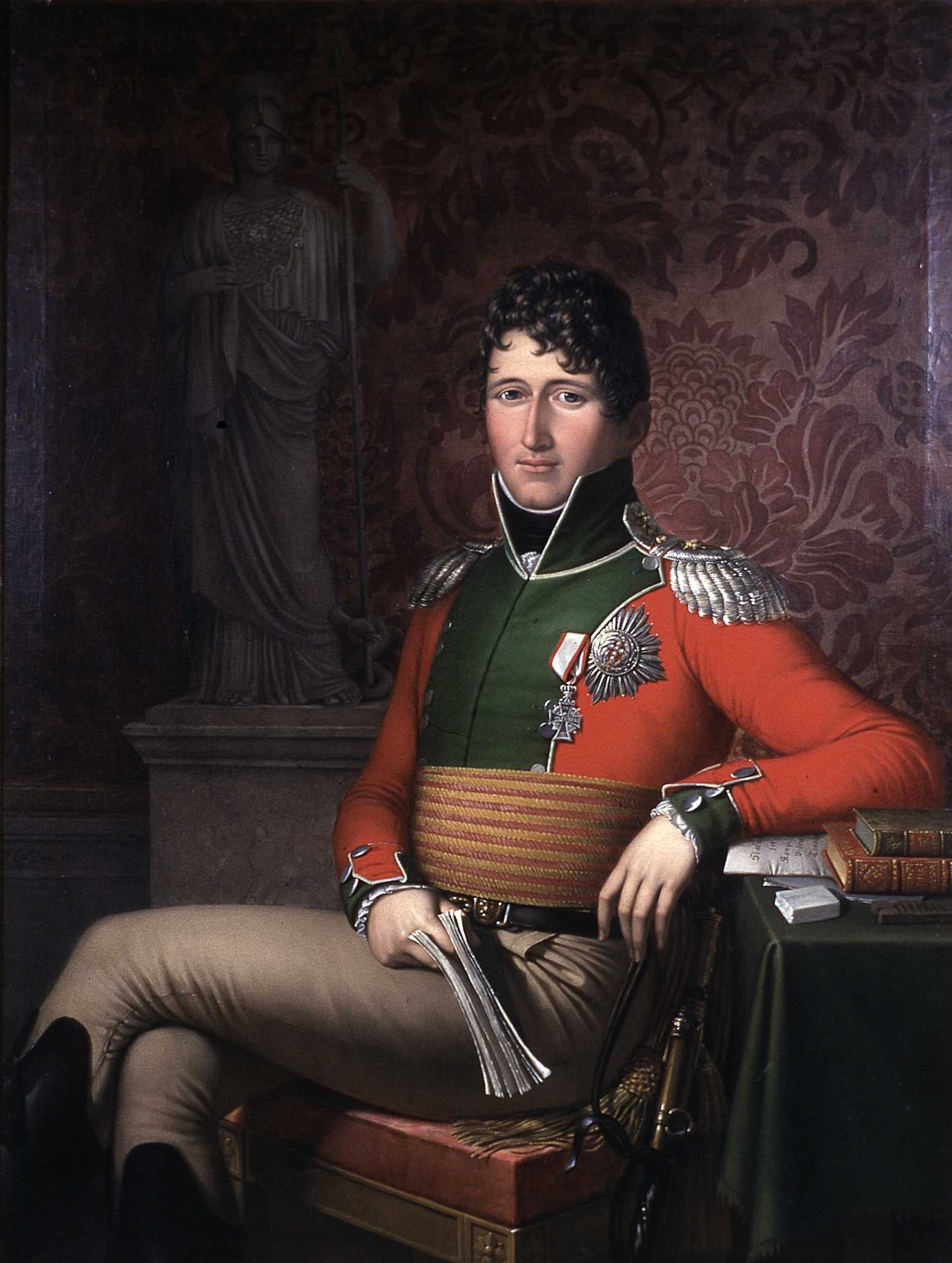
Cristiano VIII nel 1813, a 27 anni di età

Nel maggio del 1813, essendo il presunto erede di Danimarca-Norvegia, venne inviato come stattholder (la carica rappresentativa della corona danese nei domini d'oltremare) in Norvegia per promuovere la fedeltà norvegese alla corona danese, che era stata scossa dall'adesione di Federico VI di Danimarca alle campagne di Napoleone Bonaparte.
Il principe Cristiano Federico si impegnò personalmente per rinsaldare i legami tra Norvegia e Danimarca, opponendosi alla fazione norvegese favorevole all'unione dinastica della Norvegia con la Svezia. Nel fare ciò si mise a capo dei moti indipendentisti norvegesi scoppiati come conseguenza del Trattato di Kiel del 14 gennaio 1814, con il quale la Norvegia veniva ceduta alla corona svedese. Venne eletto re di Norvegia dal neocostituito Parlamento norvegese il 10 aprile 1814.
Il passo successivo di Cristiano Federico fu quello di attirare l'interesse delle grandi potenze europee alla causa norvegese, ma non ebbe successo. Venne invece costretto a fare ritorno in Danimarca e a rinunciare a ogni pretesa sul trono svedese dalle potenze fautrici dell'unione tra Norvegia e Svezia, così come prevista dal trattato di Kiel.

### Re di Danimarca
Al suo ritorno in Danimarca, il principe Cristiano Federico divenne inviso a tutte le corti reazionarie europee, inclusa quella danese. Egli visse in completo ritiro insieme alla sua seconda moglie, Carolina Amalia di Schleswig-Holstein-Sonderburg-Augustenburg (figlia di Luisa Augusta di Danimarca, sorella di Federico VI di Danimarca, e di Federico Cristiano II di Schleswig-Holstein-Sonderburg-Augustenburg), a capo di un gruppo di intellettuali e scienziati progressisti danesi a Copenaghen, patrocinando tra l'altro l'operato dello scultore danese Bertel Thorvaldsen.
Restò in questo isolamento volontario fino al 1831, quando l'ormai vecchio re Federico gli permise di partecipare al consiglio reale di Stato. Il 13 dicembre 1839, dopo la morte del sovrano, venne incoronato con il nome di Cristiano VIII di Danimarca.
Le fazioni liberali nutrirono molte speranze sulle sue visioni progressiste, ma vennero subito delusi quando come sua prima iniziativa da sovrano rigettò ogni istanza di riforma del regno.

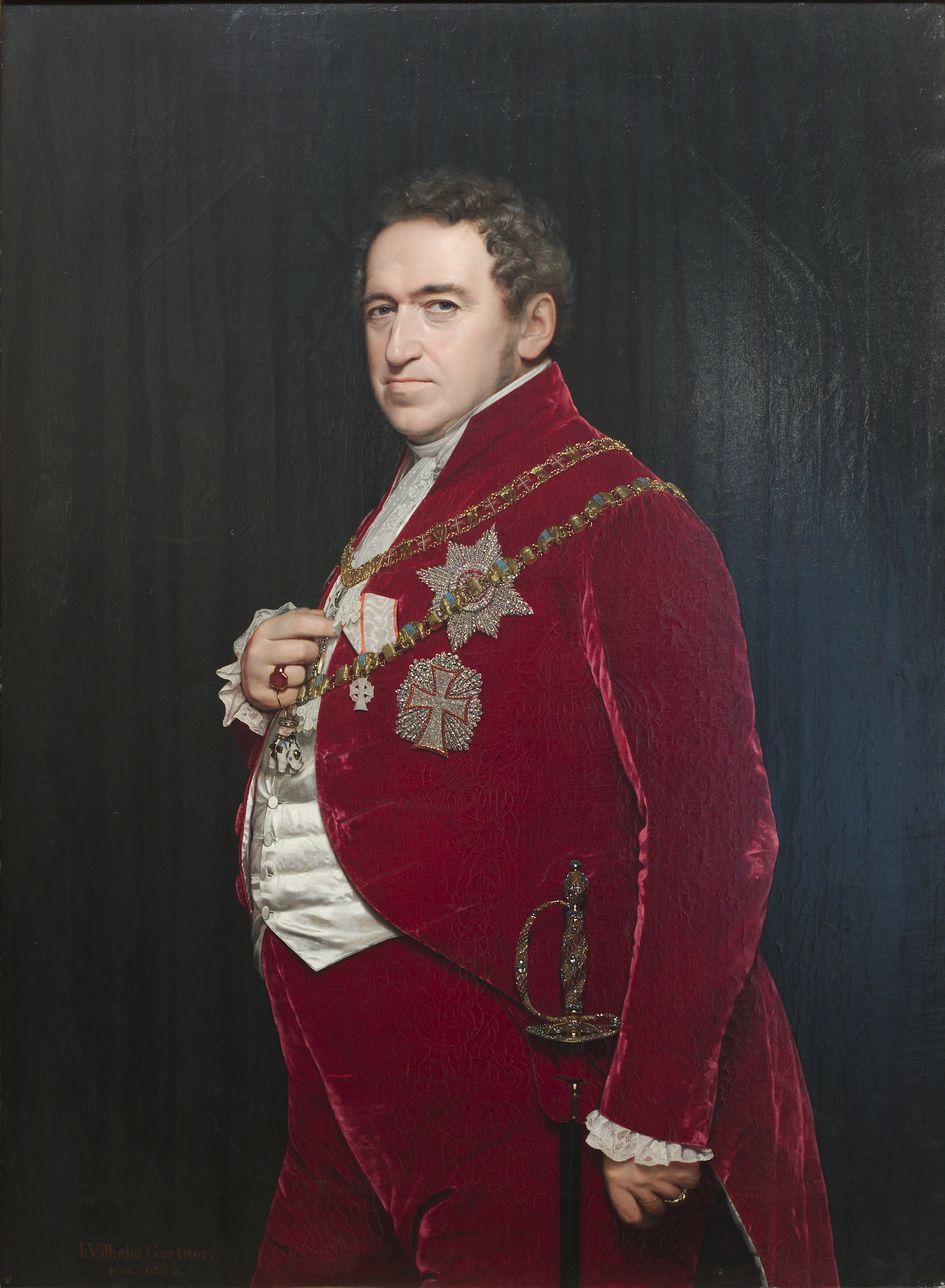
Cristiano in età avanzata; ritratto di Johan Vilhelm Gertner, 1845

Seguendo la tradizione della corona danese, fu anch'egli patrocinatore delle scienze astronomiche, promettendo una medaglia d'oro a chiunque avesse scoperto nuove comete e finanziando lo scienziato Heinrich Christian Schumacher e la sua pubblicazione del periodico scientifico Astronomische Nachrichten.
Sempre seguendo la tradizione dei sovrani danesi, Cristiano VIII fu membro della Massoneria.
Poiché fu chiaro che suo figlio, il principe Federico VII, non era in grado di avere figli e quindi di dare un erede al trono danese, Cristiano Federico si adoperò per trovare un nuovo erede nella persona del futuro Cristiano IX di Danimarca con una speciale legge da lui stesso emanata nel 1853 dopo una serie di incontri tenutisi a Londra.
Morì nel 1848 e venne sepolto nella cattedrale di Roskilde.

## Discendenti

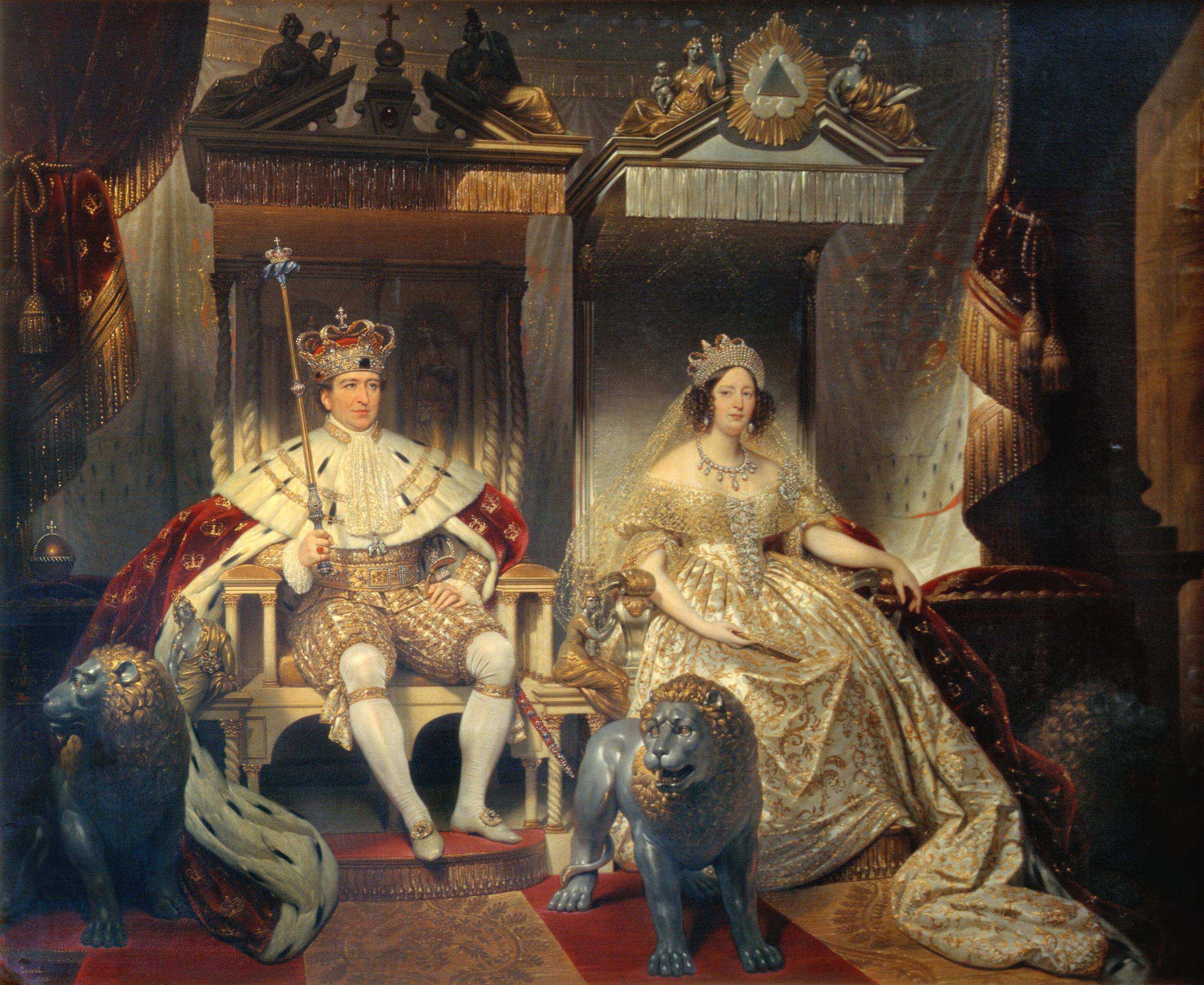
Cristiano VIII e la sua consorte Carolina Amalia di Schleswig-Holstein-Sonderburg-Augustenburg durante la cerimonia dell'unzione del sovrano tenutasi il 28 giugno 1840 nella cappella del castello di Frederiksborg

Cristiano VIII di Danimarca si sposò con Carlotta Federica di Meclemburgo-Schwerin, dalla quale si separò poi nel 1810, avendo un solo figlio:
- Federico (1808 - 1863), principe ereditario e successore al trono paterno.

Dopo il divorzio dalla prima moglie si risposò con Carolina Amalia di Schleswig-Holstein-Sonderburg-Augustenburg, dalla quale però non ebbe figli.
Ebbe inoltre diversi figli illegittimi dalle sue amanti.
Con Maren Engebretsdatter (maritata Blixrud):
- Cristiana Federica (1814 - settembre 1815, in Norvegia).

Con Johanna Maria Christensdatter Brandvold (maritata Eide):
- Federico Carlo (2 marzo 1815 – 2 agosto 1882, Christiania, Copenaghen), ciambellano del regno.

Con Sophie Frederikke, nata Tronier (12 agosto 1785, Copenaghen – 5 ottobre 1845, Kongens Lyngby, sposata dal 1812 con Adam Gottlob Severin):
- Ellen Birgitte Annette (12 gennaio 1816 – ?);
- Frederick Carl Julius Kraft (8 ottobre 1823 – 25 ottobre 1854), pittore paesaggista;
- Fanny Sophie Adamine.

## Albero genealogico
|                                             |                                               |                                               | Genitori                                      |  |  | Nonni |  |  | Bisnonni                  |  |  | Trisnonni                |  |
|                                             |                                               |                                               |                                               |  |  |       |  |  | Cristiano VI di Danimarca |  |  | Federico IV di Danimarca |  |
|                                             |                                               |                                               |                                               |  |  |       |  |  | Cristiano VI di Danimarca |  |  | Federico IV di Danimarca |  |
|                                             |                                               | Luisa di Meclemburgo-Güstrow                  |                                               |  |  |       |  |  | Cristiano VI di Danimarca |  |  |                          |  |
| Federico V di Danimarca                     |                                               |                                               |                                               |  |  |       |  |  | Cristiano VI di Danimarca |  |  |                          |  |
|                                             |                                               | Sofia Maddalena di Brandeburgo-Kulmbach       | Cristiano Enrico di Brandeburgo-Kulmbach      |  |  |       |  |  |                           |  |  |                          |  |
|                                             |                                               | Sofia Maddalena di Brandeburgo-Kulmbach       | Cristiano Enrico di Brandeburgo-Kulmbach      |  |  |       |  |  |                           |  |  |                          |  |
|                                             |                                               | Sofia Maddalena di Brandeburgo-Kulmbach       | Sofia Cristiana di Wolfstein                  |  |  |       |  |  |                           |  |  |                          |  |
| Federico di Danimarca                       |                                               | Sofia Maddalena di Brandeburgo-Kulmbach       |                                               |  |  |       |  |  |                           |  |  |                          |  |
|                                             |                                               | Ferdinando Alberto II di Brunswick-Lüneburg   | Ferdinando Alberto I di Brunswick-Lüneburg    |  |  |       |  |  |                           |  |  |                          |  |
|                                             |                                               | Ferdinando Alberto II di Brunswick-Lüneburg   | Ferdinando Alberto I di Brunswick-Lüneburg    |  |  |       |  |  |                           |  |  |                          |  |
|                                             |                                               | Ferdinando Alberto II di Brunswick-Lüneburg   | Cristina d'Assia-Eschwege                     |  |  |       |  |  |                           |  |  |                          |  |
| Giuliana Maria di Brunswick-Lüneburg        |                                               | Ferdinando Alberto II di Brunswick-Lüneburg   |                                               |  |  |       |  |  |                           |  |  |                          |  |
|                                             |                                               | Antonietta Amalia di Brunswick-Wolfenbüttel   | Luigi Rodolfo di Brunswick-Lüneburg           |  |  |       |  |  |                           |  |  |                          |  |
|                                             |                                               | Antonietta Amalia di Brunswick-Wolfenbüttel   | Luigi Rodolfo di Brunswick-Lüneburg           |  |  |       |  |  |                           |  |  |                          |  |
|                                             |                                               | Antonietta Amalia di Brunswick-Wolfenbüttel   | Cristina Luisa di Oettingen-Oettingen         |  |  |       |  |  |                           |  |  |                          |  |
| Cristiano VIII di Danimarca                 |                                               | Antonietta Amalia di Brunswick-Wolfenbüttel   |                                               |  |  |       |  |  |                           |  |  |                          |  |
|                                             | Cristiano Ludovico II di Meclemburgo-Schwerin | Federico di Meclemburgo-Schwerin              |                                               |  |  |       |  |  |                           |  |  |                          |  |
|                                             | Cristiano Ludovico II di Meclemburgo-Schwerin | Federico di Meclemburgo-Schwerin              |                                               |  |  |       |  |  |                           |  |  |                          |  |
|                                             | Cristiano Ludovico II di Meclemburgo-Schwerin | Cristina Guglielmina d'Assia-Homburg          |                                               |  |  |       |  |  |                           |  |  |                          |  |
| Luigi di Meclemburgo-Schwerin               | Cristiano Ludovico II di Meclemburgo-Schwerin |                                               |                                               |  |  |       |  |  |                           |  |  |                          |  |
|                                             |                                               | Gustava Carolina di Meclemburgo-Strelitz      | Adolfo Federico II di Meclemburgo-Strelitz    |  |  |       |  |  |                           |  |  |                          |  |
|                                             |                                               | Gustava Carolina di Meclemburgo-Strelitz      | Adolfo Federico II di Meclemburgo-Strelitz    |  |  |       |  |  |                           |  |  |                          |  |
|                                             |                                               | Gustava Carolina di Meclemburgo-Strelitz      | Maria di Meclemburgo-Güstrow                  |  |  |       |  |  |                           |  |  |                          |  |
| Sofia Federica di Meclemburgo-Schwerin      |                                               | Gustava Carolina di Meclemburgo-Strelitz      |                                               |  |  |       |  |  |                           |  |  |                          |  |
|                                             |                                               | Francesco Giosea di Sassonia-Coburgo-Saalfeld | Giovanni Ernesto di Sassonia-Coburgo-Saalfeld |  |  |       |  |  |                           |  |  |                          |  |
|                                             |                                               | Francesco Giosea di Sassonia-Coburgo-Saalfeld | Giovanni Ernesto di Sassonia-Coburgo-Saalfeld |  |  |       |  |  |                           |  |  |                          |  |
|                                             |                                               | Francesco Giosea di Sassonia-Coburgo-Saalfeld | Carlotta Giovanna di Waldeck-Wildungen        |  |  |       |  |  |                           |  |  |                          |  |
| Carlotta Sofia di Sassonia-Coburgo-Saalfeld |                                               | Francesco Giosea di Sassonia-Coburgo-Saalfeld |                                               |  |  |       |  |  |                           |  |  |                          |  |
|                                             |                                               | Anna Sofia di Schwarzburg-Rudolstadt          | Luigi Federico I di Schwarzburg-Rudolstadt    |  |  |       |  |  |                           |  |  |                          |  |
|                                             |                                               | Anna Sofia di Schwarzburg-Rudolstadt          | Luigi Federico I di Schwarzburg-Rudolstadt    |  |  |       |  |  |                           |  |  |                          |  |
|                                             |                                               | Anna Sofia di Schwarzburg-Rudolstadt          | Anna Sofia di Sassonia-Gotha-Altenburg        |  |  |       |  |  |                           |  |  |                          |  |
|                                             |                                               | Anna Sofia di Schwarzburg-Rudolstadt          |                                               |  |  |       |  |  |                           |  |  |                          |  |